# Villa Esche

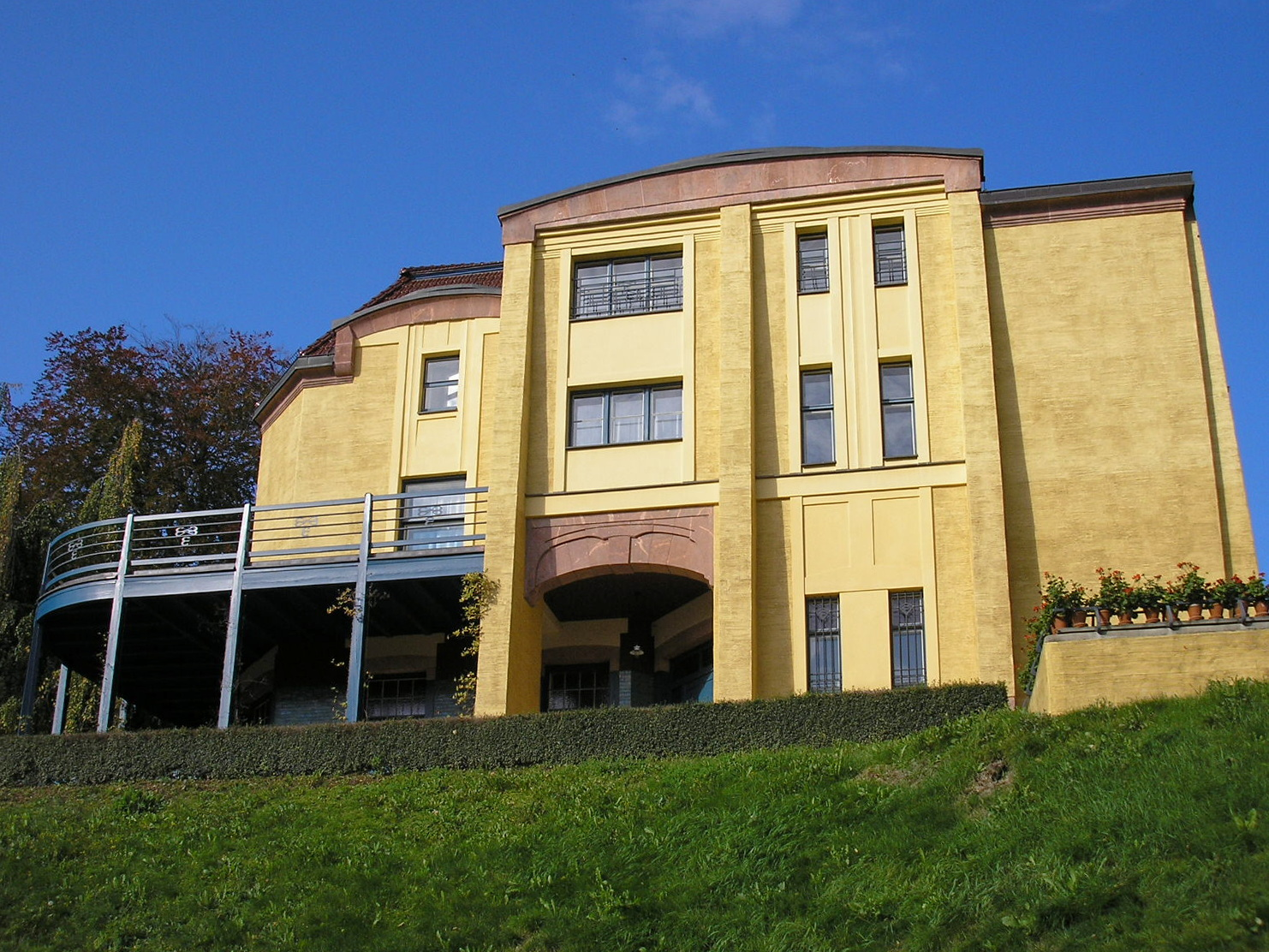
Frontseite

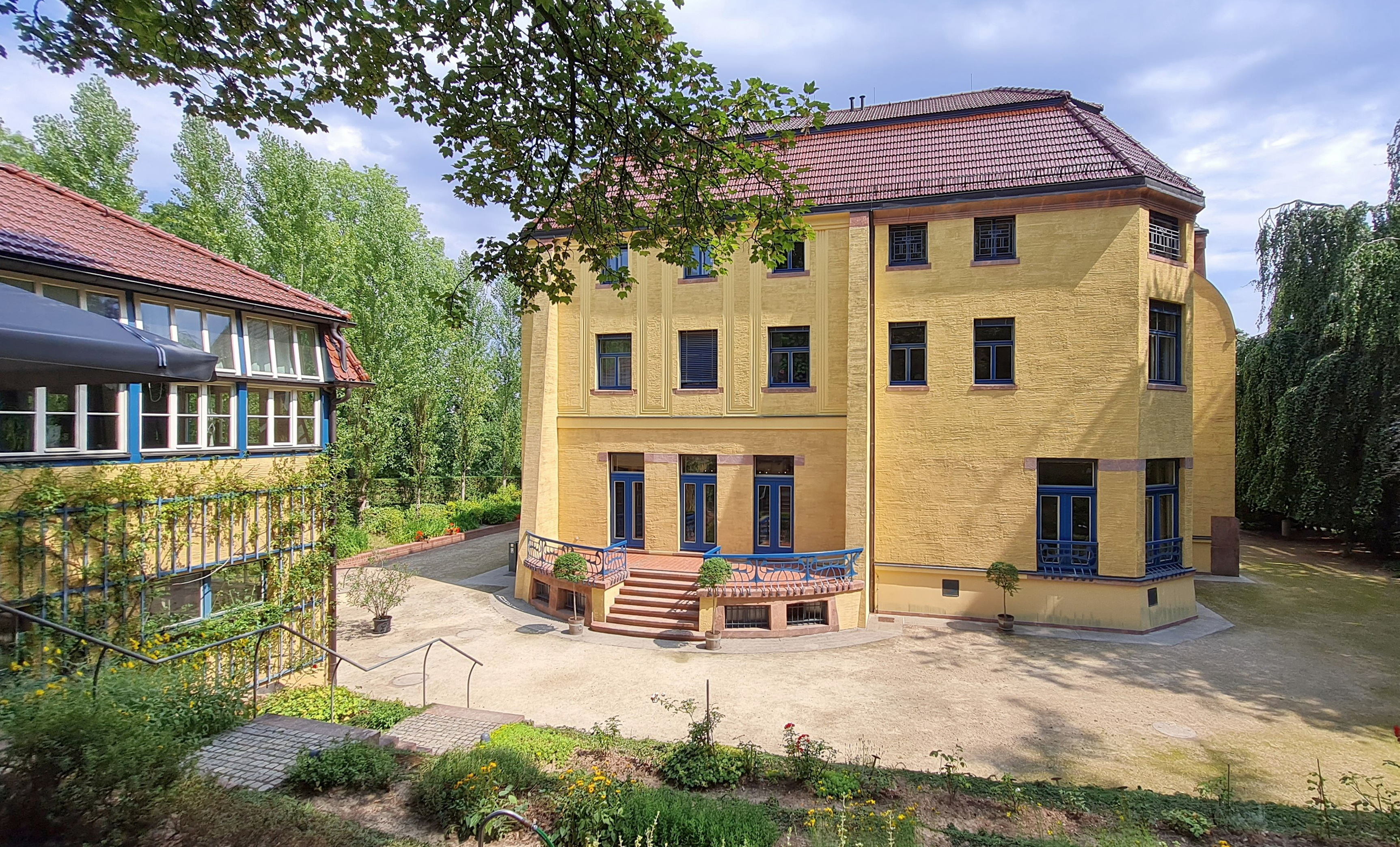
Villa Esche (Rückseite), 2022

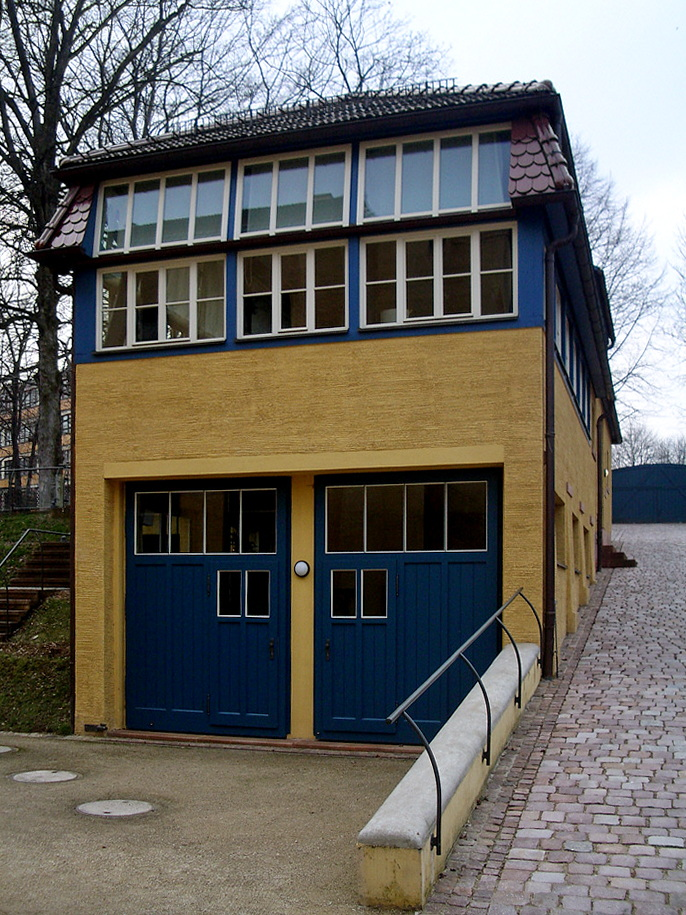
Remise der Villa Esche, 2005

Die Villa Esche im Chemnitzer Stadtteil Kapellenberg ist eine vom belgischen Architekten und Gestalter Henry van de Velde (1863–1957) in den Jahren 1902/1903 erbaute und 1911 erweiterte Jugendstil-Villa. Das Haus für den Textilfabrikanten Herbert Eugen Esche (1874–1962) und seine Familie gilt als erster Wohnhausauftrag van de Veldes in Deutschland, und damit auch als erster Bau der Moderne in Deutschland. Den die Villa umgebenden kleinen Park gestaltete wohl van de Veldes Frau Maria Séthe. Die Familien Esche und van de Velde waren über Jahrzehnte befreundet. Herbert Eugen Esche verbrachte seinen Lebensabend wie Henry van de Velde in der Schweiz, wo beide einander immer wieder besuchten.

## Geschichte
Die Villa war 1945 Sitz des sowjetischen Militärkommandanten, diente ab 1947 als Wohnhaus, wurde ab 1952 durch das Ministerium für Staatssicherheit genutzt, war ab 1964 eine Bildungseinrichtung und stand ab 1989 leer. Sie wurde zwischen 1998 und 2001 durch den Architekten Werner Wendisch und teils mit dem Architekten Karl-Heinz Barth saniert und umgebaut. Heute befindet sich in dem Gebäude ein Henry-van-de-Velde-Museum (Konzept: Klaus-Jürgen Sembach) als Teil der Kunstsammlungen Chemnitz; hier werden überwiegend Teile der ebenfalls von van de Velde gestalteten Originalausstattung des Hauses präsentiert. Das Museum vermittelt mit dem weitgehend original möblierten ehemaligen Speisezimmer und dem Musiksalon einen Eindruck des ursprünglichen Ambientes der von van de Velde gestalteten „Lebensräume“. Mehrere andere Räume, darunter ein neu geschaffener im Dachgeschoss, sind öffentlich nutzbar. Eigentümerin der Immobilie ist die Grundstücks- und Gebäudewirtschafts-Gesellschaft m.b.H. (GGG), eine Tochtergesellschaft der Stadt Chemnitz. Es finden Lesungen und Konzerte statt; auch Trauungen und Hochzeitsfeiern sind möglich. Aber auch für Klausurtagungen in kleinerer Runde wird diese Location genutzt. Die Remise bzw. Orangerie beherbergt ein Restaurant.
Die Villa wird für Konzerte von Artists in Residence genutzt. Seit 2005 waren dies der Pianist Vladimir Stoupel, Wolfgang Hentrich (2006), der chinesische Stabgeiger und Komponist Wu Wei (2007), Peter Bruns (2008) und Kolja Lessing (2009) sowie 2010 die isländische Geigerin Judith Ingolfsson.